# Germanisches Nationalmuseum
O Museu Nacional Germânico (em alemão:  Germanisches Nationalmuseum), fundado em 1852 pelo barão Hans von und zu Aufsess, localiza-se na cidade de Nuremberga, Alemanha. O museu possui uma grande coleção de peças da arte germânica, como também encontram-se peças de importantes artistas, como Albrecht Dürer, Martin Behaim, Adam Kraft entre outros. De seu acervo total de cerca de 1,3 milhão de objetos (incluindo os acervos da biblioteca e do Departamento de Gravura e Desenhos), aproximadamente 25.000 são exibidos.